# Li Huang (deportista china)
Li Huang (5 de octubre de 1981) es una deportista china que compitió en taekwondo.
Ganó una medalla de plata en el Campeonato Mundial de Taekwondo de 1997, y dos medallas de bronce en el Campeonato Asiático de Taekwondo entre los años 1998 y 2002. En los Juegos Asiáticos de 1998 consiguió una medalla de bronce.

## Palmarés internacional
| Campeonato Mundial  | Campeonato Mundial           | Campeonato Mundial | Campeonato Mundial |
| Año                 | Lugar                        | Medalla            | Categoría          |
| ------------------- | ---------------------------- | ------------------ | ------------------ |
| 1997                | Hong Kong (China)            | Medalla de plata   | –43 kg             |
| Juegos Asiáticos    |                              |                    |                    |
| Año                 | Lugar                        | Medalla            | Categoría          |
| 1998                | Bangkok (Tailandia)          | Medalla de bronce  | –43 kg             |
| Campeonato Asiático |                              |                    |                    |
| Año                 | Lugar                        | Medalla            | Categoría          |
| 1998                | Ciudad Ho Chi Minh (Vietnam) | Medalla de bronce  | –43 kg             |
| 2002                | Amán (Jordania)              | Medalla de bronce  | –47 kg             |